# Bruno Stevenheydens
Bruno Stevenheydens (Antwerpen, 13 februari 1968) is een Belgisch politicus, die vroeger actief was bij het Vlaams Belang en later bij de N-VA. In 2018 richtte hij Beveren 2020 op, een partij gericht op het vrijwaren van Doel en haar resterende inwoners.

## Levensloop
Via avondonderwijs behaalde Stevenheydens in 1999 het diploma van kandidaat in de rechten aan het UFSIA en in 2002 een licentie in de criminologie aan de Vrije Universiteit Brussel.
Stevenheydens werd politiek actief voor het Vlaams Blok (sinds 2004 Vlaams Belang genaamd) en werd in 1997 fractiemedewerker van de Vlaams Blok-fractie in de gemeenteraad van Antwerpen, waarna hij in 1998 fractiemedewerker in de Kamer van volksvertegenwoordigers werd. Van 2004 tot 2007 was hij secretaris van de Vlaams Belang-fractie in het Vlaams Parlement.
Vanaf 1994 was hij gemeenteraadslid van Beveren en van 2000 tot 2007 was hij provincieraadslid van Oost-Vlaanderen.
In juni 2007 werd hij met 12.440 voorkeurstemmen verkozen in de Kamer van volksvertegenwoordigers en was er een actief parlementslid. In april 2010 raakte bekend dat hij geen kandidaat meer was bij de verkiezingen van 2010 en dat hij zijn lidmaatschap van het Vlaams Belang beëindigde. Stevenheydens deed dit omdat hij het met sommige standpunten van het Vlaams Belang oneens was.
In 2011 werd hij lid van de N-VA en was van 2011 tot 2012 secretaris van de N-VA-fractie in het Vlaams Parlement. Bij de gemeenteraadsverkiezingen van 2012 werd hij voor de N-VA herkozen als gemeenteraadslid van Beveren, waarna hij er van 2012 tot 2015 schepen was. Eerder had hij ook al ontslag genomen als bestuurslid en voorzitter van de Maatschappij Linkerscheldeoever (MLSO).
In augustus 2015 stapte hij op als partijlid van de N-VA wegens onenigheid met de N-VA-partijtop. Bij de gemeenteraadsverkiezingen van 2018 was hij in Beveren kandidaat met de onafhankelijke burgerlijst Beveren 2020. Stevenheydens werd bij deze verkiezingen herkozen als gemeenteraadslid. In januari 2020 verliet hij de gemeenteraad van Beveren, naar aanleiding van zijn verhuis naar Lier.
Na zijn politieke carrière werd Stevenheydens actief als leerkracht: van 2021 tot 2022 gaf hij geschiedenis, aardrijkskunde en Nederlands aan het GTI in Mortsel en sinds 2022 is hij leerkracht Nederlands in het volwassenonderwijs in het Stedelijk Onderwijs van Antwerpen.